# Фудбалска репрезентација Југославије 1934.
Фудбалска репрезентација Југославије је 1934. године одиграла девет утакмица, од којих су две одигране у Балканском купу, пет их је било пријатељских, док је једна одиграна у оквиру квалификација за Светско првенство 1934. Биланс је био четири победе и пет пораза уз 25 датих и 22 примљена гола. У овој години у репрезентацији су играла 34 фудбалера, од којих су њих осморица били дебитанти.

## Резултати
| #   | Датум  | Противник    | Рез.      | Стрелци | Стадион, Место                 | Глед.  | Судија                    | Састав | Врста | Извор                                       |
| --- | ------ | ------------ | --------- | --- | ------------------------------ | ------ | ------------------------- | --- | ----- | ------------------------------------------- |
| 66. | 18.03. | Бугарска     | 2:1 (0:2) | 1:0 Марјановић 8‘ (20), 2:0 Марјановић 30‘ (21), 2:1 Ангелов 66‘ | Стадион Јунак Софија           | 15.000 | Никола Дошев Бугарска     | Гласер (БСК 4), Хигл (Гра. 1), Лукић (Југ. 5) (Белошевић (Кон. 2)), Арсенијевић (БСК 38), Гајер (ХАШК 10), Марушић (Хај. 14) (Јазбец (Кон. 1)), Шипош (Гра. 1), Хитрец (ХАШК 12), Б. Марјановић (БСК 38), Крагић (Хај. 4), Милошевић (Југ. 4) (Томашевић (БАСК 1)) Селектор:Бошко Симоновић (27)                                        | ПУ    | Архивирано на веб-сајту (24. децембар 2013) |
| 67. | 01.04. | Бугарска     | 2:3 (0:0) | 0:1 Ангелов 63‘, 1:1 Крагић 75‘ (3), 2:1 Живковић пен. 75‘ (11), 2:2 Бајкучев 82‘, 2:3 Лозанов 86‘ | Стадион БСК-а Београд          | 8.000  | Мика Поповић Југославија  | Гласер (БСК 5), Матошић (Хај. 1) (Хигл (Гра. 2)), Лукић (Југ. 6) (Белошевић (Кон. 3)), Арсенијевић (БСК 39), Гајер (ХАШК 11), Лехнер (Сла. О. 7), Тирнанић (БСК 35) (Ваљаревић (Гра. 5)), Живковић (Гра. 9), Б. Марјановић (БСК 39), Крагић (Хај. 5), Секулић (Југ. 8) Селектор:Бошко Симоновић (28)                                    | ПУ    | Архивирано на веб-сајту (24. децембар 2013) |
| 68. | 29.04. | Румунија     | 1:2 (0:1) | 0:1 Шварц 38‘, 1:1 Крагић 71‘ (4), 1:2 Добај 74‘ | Стадион ОНЕФ Букурешт          | 40.000 | Џон Лангенус Белгија      | Гласер (БСК 6), Белошевић (Кон. 4), Лукић (Југ. 7), Арсенијевић (БСК 40), Гајер (ХАШК 12), Лехнер (Сла. О. 8), Глишовић (БСК 6), Вујадиновић (БСК 20), Б. Марјановић (БСК 40), Крагић (Хај. 6), Кокотовић (Гра. 8) Селектор:Бошко Симоновић (29)                                                                                        | КСП   | Архивирано на веб-сајту (7. јул 2014)       |
| 69. | 03.06. | Бразил       | 8:4 (2:2) | 0:1 Леонидас да Силва 8‘, 1:1 Стевовић 9‘ (1), 2:1 Глишовић 23‘ (4), 2:2 Леонидас да Силва 35‘, 2:3 Армандињо 48‘, 3:3 Б. Марјановић 50‘ (22), 4:3 Петрак 53‘ (1), 5:1 Глишовић 62‘ (5), 6:3 Б. Марјановић 76‘ (23), 7:3 Тирнанић 78‘ (7), 8:3 Б. Марјановић 80‘ (24), 8:4 Валдемар де Брито пен. 85‘ | Стадион БСК-а Београд          | 12.000 | Никола Дошев Бугарска     | Чулић (Хај. 5), Белошевић (Кон. 5), Матошић (Хај. 2), Арсенијевић (БСК 41), Стевовић (БСК 2) (Гајер (ХАШК 13)), Лехнер (Сла. О. 9), Тирнанић (БСК 36), Вујадиновић (БСК 21), Б. Марјановић (БСК 41), Томашевић (БАСК 4) (Петрак (ХАШК 1)), Глишовић (БСК 7) Селектор:Бошко Симоновић (30)                                               | ПУ    | Архивирано на веб-сајту (24. децембар 2013) |
| 70. | 26.08. | Пољска       | 4:1 (2:0) | 1:0 Секулић 24‘ (1), 2:0 Секулић 42‘ (2), 3:0 Секулић 51‘ (3), 3:1 Вилимовски 54‘, 4:1 Б. Марјановић 78‘ (25) | Стадион СК Југославија Београд | 12.000 | Денис Ксифандов Грчка     | Јакшић (БАСК 7), Белошевић (Кон. 6), Матошић (Хај. 3), Арсенијевић (БСК 42), Гајер (ХАШК 14), Лехнер (Сла. О. 10), Тирнанић (БСК 37), Б. Марјановић (БСК 42), Секулић (Мон. 9) Петрак (ХАШК 2), Глишовић (БСК 8) Селектор: Иво Шусте (1), Мата Миодраговић (1), Петар Плеше (1)                                                         | ПУ    | Архивирано на веб-сајту (24. децембар 2013) |
| 71. | 02.09. | Чехословачка | 1:3 (0:3) | 0:1 Јунек 13‘, 0:2 Неједли 15‘, 0:3 Соботка 18‘, 1:3 Секулић 62‘ (4) | Стадион СК Славија Праг        | 15.000 | Михаљ Иваншиц Мађарска    | Јакшић (БАСК 8) (Чулић (Хај. 6)), Белошевић (Кон. 7) (Ивковић (БАСК 38)), Матошић (Хај. 4), Арсенијевић (БСК 43), Гајер (ХАШК 15) (Ђокић (Југ. 12), Лехнер (Сла. О. 11), Тирнанић (БСК 38), Б. Марјановић (БСК 43), Секулић (Мон. 10), Петрак (ХАШК 3), Глишовић (БСК 9) Селектор: Иво Шусте (2), Мата Миодраговић (2), Петар Плеше (2) | ПУ    | Архивирано на веб-сајту (24. децембар 2013) |
| 72. | 16.12. | Француска    | 2:3 (1:1) | 0:1 Рио 12‘, 1:1 Б. Марјановић 44‘ (26), 2:1 Вујадиновић 83‘ (13), 2:2 Никола 84‘, 2:3 Куртоа 88‘ | Парк принчева Париз            | 37.000 | Луј Баер Белгија          | Гласер (БСК 7) (Чулић (Хај. 7)), Ивковић (БАСК 39), Матошић (Хај. 5), Петровић (Југ. 1) (Јазбец (Кон. 2)), Гајер (ХАШК 16), Лехнер (Сла. О. 12), Глишовић (БСК 10), Живковић (Гра. 10), Б. Марјановић (БСК 44), Вујадиновић (БСК 22), Зечевић (Југ. 12) Селектор: Иво Шусте (3), Мата Миодраговић (3), Петар Плеше (3)                  | ПУ    | Архивирано на веб-сајту (24. децембар 2013) |
| 73. | 23.12. | Грчка        | 1:2 (1:1) | 1:0 Секулић 12‘ (5), 1:1 Вазос 37‘, 1:2 Андријанопулос 69‘ | Стадион Панатенаикоса Атина    | 18.000 | Никола Дошев Бугарска     | Чулић (Хај. 8) (Братулић (Гра. 1)), Митровић (БСК 2), Матошић (Хај. 6), Марушић (Хај. 15), Гајер (ХАШК 17), Лехнер (Сла. О. 13), Тирнанић (БСК 39), Вујадиновић (БСК 23), Секулић (Мон. 11), Петрак (ХАШК 4), Глишовић (БСК 11) Селектор: Иво Шусте (4), Мата Миодраговић (4), Петар Плеше (4)                                          | БК    | Архивирано на веб-сајту (7. јул 2014)       |
| 74. | 25.12. | Бугарска     | 4:3 (3:2) | 0:1 Пешев 1‘, 1:1 Секулић 3‘ (6), 2:1 Томашевић 7‘ (4), 2:2 Пешев 23‘, 3:2 Тирнанић 28‘ (8), 4:2 Тирнанић 48‘ (9), 4:3 Панчев 78‘ | Стадион Панатенаикоса Атина    | 6.000  | Сотирос Аспројракас Грчка | Чулић (Хај. 9) (Братулић (Гра. 2), Матошић (Хај. 7), Лукић (Југ. 8), Лехнер (Сла. О. 14), Гајер (ХАШК 18), Божић (БСК 1), Тирнанић (БСК 40), Вујадиновић (БСК 24), Секулић (Мон. 11), Петрак (ХАШК 5), Томашевић (БАСК 5) Селектор: Иво Шусте (5), Мата Миодраговић (5), Петар Плеше (5)                                                | БК    | Архивирано на веб-сајту (24. децембар 2013) |

### Биланс репрезентације у 1934.
| Година | Играла | Добила | Нерешила | Игубила | Голова дала | Голова примила | Гол-разлика |
| ------ | ------ | ------ | -------- | ------- | ----------- | -------------- | ----------- |
| 1934   | 9      | 4      | 0        | 5       | 25          | 22             | 3           |

### Укупан биланс репрезентације 1920 — 1934 год.
| Година  | Играла | Добила | Нерешила | Игубила | Голова дала | Голова примила | Гол-разлика |
| ------- | ------ | ------ | -------- | ------- | ----------- | -------------- | ----------- |
| 1934    | 9      | 4      | 0        | 5       | 25          | 22             | 3           |
| 1920-33 | 65     | 25     | 6        | 34      | 131         | 165            | -34         |
| Укупно  | 74     | 29     | 6        | 39      | 156         | 187            | -31         |

### Играли 1934
| ред. бр | Име                  | Клуб                | Играо 1934. | Укупно играо | Голови 1934. | Укупно голова |
| ------- | -------------------- | ------------------- | ----------- | ------------ | ------------ | ------------- |
| 1.      | Иван Гајер           | ХАШК                | 9           | 18           | 0            | 0             |
| 2.      | Густав Лехнер        | Славија Осијек      | 8           | 14           | 0            | 0             |
| 3.      | Благоје Марјановић   | БСК                 | 7           | 44           | 7            | 26            |
| 3.      | Јозо Матошић         | Хајдук Сплит        | 7           | 7            | 0            | 0             |
| 5.      | Милорад Арсенијевић  | БСК                 | 6           | 43           | 0            | 0             |
| 5.      | Александар Тирнанић  | БСК                 | 6           | 40           | 3            | 9             |
| 5.      | Светислав Глишовић   | БСК                 | 6           | 11           | 2            | 5             |
| 5.      | Иван Белошевић       | Конкордија          | 6           | 7            | 0            | 0             |
| 9.      | Ђорђе Вујадиновић    | БСК                 | 5           | 24           | 1            | 13            |
| 9.      | Бранислав Секулић    | Југославија Монпеље | 5           | 11           | 6            | 6             |
| 9.      | Бартул Чулић         | Хајдук Сплит        | 5           | 9            | 0            | 0             |
| 9.      | Иван Петрак          | ХАШК                | 5           | 5            | 1            | 1             |
| 13.     | Мирослав Лукић       | Југославија         | 4           | 8            | 0            | 0             |
| 13.     | Фрањо Глазер         | БСК                 | 4           | 7            | 0            | 0             |
| 15.     | Владимир Крагић      | Хајдук Сплит        | 3           | 6            | 2            | 4             |
| 15.     | Александар Томашевић | БАСК                | 3           | 5            | 1            | 4             |
| 17.     | Милутин Ивковић      | БАСК                | 2           | 39           | 0            | 0             |
| 17.     | Анђелко Марушић      | Хајдук Сплит        | 2           | 15           | 0            | 0             |
| 17.     | Александар Живковић  | Грађански           | 2           | 10           | 1            | 11            |
| 17.     | Милован Јакшић       | БАСК                | 2           | 8            | 0            | 0             |
| 17.     | Бернард Хигл         | Грађански           | 2           | 2            | 0            | 0             |
| 17.     | Звонко Јазбец        | Конкордија          | 2           | 2            | 0            | 0             |
| 17.     | Драгутин Братулић    | Грађански           | 2           | 2            | 0            | 0             |
| 24.     | Иван Хитрец          | ХАШК                | 1           | 12           | 0            | 10            |
| 24.     | Момчило Ђокић        | Југославија         | 1           | 12           | 0            | 0             |
| 24.     | Добривоје Зечевић    | Југославија         | 1           | 12           | 0            | 4             |
| 24.     | Мирко Кокотовић      | Грађански           | 1           | 8            | 0            | 3             |
| 24.     | Светислав Ваљаревић  | Грађански           | 1           | 5            | 0            | 0             |
| 24.     | Славко Милошевић     | Југославија         | 1           | 4            | 0            | 0             |
| 24.     | Иван Стевовић        | БСК                 | 1           | 2            | 1            | 1             |
| 24.     | Милорад Митровић     | БСК                 | 1           | 2            | 0            | 0             |
| 24.     | Вилим Шипош          | Грађански           | 1           | 1            | 0            | 0             |
| 24.     | Божидар Петровић     | Југославија         | 1           | 1            | 0            | 0             |
| 24.     | Радивој Божић        | БСК                 | 1           | 1            | 0            | 0             |

### Највише одиграних утакмица 1920 — 1934
| ред. бр | Име                   | Клуб         | Играо 1934. | Укупно играо | Голови 1934. | Укупно голова |
| ------- | --------------------- | ------------ | ----------- | ------------ | ------------ | ------------- |
| 1.      | Благоје Марјановић    | БСК          | 7           | 44           | 7            | 26            |
| 2.      | Милорад Арсенијевић   | БСК          | 6           | 43           | 0            | 0             |
| 3.      | Милутин Ивковић       | БАСК         | 2           | 39           | 0            | 0             |
| 4.      | Александар Тирнанић   | БСК          | 6           | 30           | 3            | 9             |
| 5.      | Данијел Премерл       | ХАШК         | 0           | 29           | 0            | 0             |
| 6.      | Ђорђе Вујадиновић     | БСК          | 5           | 24           | 1            | 13            |
| 7.      | Максимилијан Михалчић | Грађански    | 0           | 18           | 0            | 0             |
| 7.      | Иван Гајер            | ХАШК         | 9           | 18           | 0            | 0             |
| 9.      | Анђелко Марушић       | Хајдук Сплит | 2           | 15           | 0            | 0             |
| 10.     | Јован Спасић          | Југославија  | 0           | 14           | 0            | 0             |
| 10.     | Емил Першка           | Грађански    | 0           | 14           | 0            | 2             |

### Листа стрелаца 1934
| Пласман | Име                  | Клуб                | Играо 1934. | Укупно играо | Голови 1934. | Укупно голова |
| ------- | -------------------- | ------------------- | ----------- | ------------ | ------------ | ------------- |
| 1.      | Благоје Марјановић   | БСК                 | 7           | 44           | 7            | 26            |
| 2.      | Бранислав Секулић    | Југославија Монпеље | 5           | 11           | 6            | 6             |
| 3.      | Александар Тирнанић  | БСК                 | 6           | 40           | 3            | 9             |
| 4.      | Светислав Глишовић   | БСК                 | 6           | 11           | 2            | 5             |
| 4.      | Владимир Крагић      | Хајдук Сплит        | 3           | 6            | 2            | 4             |
| 6.      | Ђорђе Вујадиновић    | БСК                 | 5           | 24           | 1            | 13            |
| 6.      | Александар Живковић  | Грађански           | 2           | 10           | 1            | 11            |
| 6.      | Александар Томашевић | БАСК                | 3           | 5            | 1            | 4             |
| 6.      | Иван Стевовић        | БСК                 | 1           | 2            | 1            | 1             |
| 6.      | Иван Петрак          | ХАШК                | 5           | 5            | 1            | 1             |

### Листа стрелаца 1920 — 1934
| Пласман | Име                  | Клуб                | Играо 1934. | Укупно играо | Голови 1934. | Укупно голова |
| ------- | -------------------- | ------------------- | ----------- | ------------ | ------------ | ------------- |
| 1.      | Благоје Марјановић   | БСК                 | 7           | 44           | 7            | 26            |
| 2.      | Ђорђе Вујадиновић    | БСК                 | 5           | 24           | 1            | 13            |
| 3.      | Александар Живковић  | Конкордија          | 2           | 10           | 1            | 11            |
| 4.      | Иван Хитрец          | ХАШК                | 1           | 12           | 0            | 10            |
| 5.      | Александар Тирнанић  | БСК                 | 6           | 40           | 3            | 9             |
| 6.      | Бранислав Секулић    | Југославија Монпеље | 5           | 11           | 6            | 6             |
| 7.      | Светислав Глишовић   | БСК                 | 6           | 11           | 2            | 5             |
| 8.      | Добривоје Зечевић    | Југославија         | 1           | 12           | 0            | 4             |
| 8.      | Бранко Зинаја        | ХАШК                | 0           | 6            | 0            | 4             |
| 8.      | Драган Јовановић     | Југославија         | 0           | 8            | 0            | 4             |
| 8.      | Иван Бек             | Сет. ФРА            | 0           | 7            | 0            | 4             |
| 8.      | Славко Кодрња        | Конкордија          | 0           | 4            | 0            | 4             |
| 8.      | Владимир Крагић      | Хајдук Сплит        | 3           | 6            | 2            | 4             |
| 8.      | Александар Томашевић | БАСК                | 3           | 5            | 1            | 4             |